# ジョゼ・カルロス・モレイラ
ジョゼ・カルロス・ゴメス・モレイラ（José Carlos Gomes Moreira、1983年9月28日 ‐ ）は、ブラジルの陸上競技選手。専門は短距離走。60m（室内）で南アメリカ記録の6秒52、100mで10秒15の自己ベストを持つ。

## 経歴
2007年7月、パンアメリカン競技大会に出場。男子4×100mリレーの予選で4走を務め、38秒83の組2着でブラジルの決勝進出に貢献した。決勝は未出場だが、ブラジルはカナダやアメリカを破り優勝した。
2007年8月、大阪世界選手権で世界選手権に初出場を果たした。男子100mの1次予選で10秒46（+1.0）の5着に終わり、2次予選に自動進出できる各組3着以内に入れず、記録で通過できる最後の枠である全体32位とは0秒01差で2次予選進出を逃した。
2008年3月、バレンシア世界室内選手権に出場。男子60m予選で6秒79の組3着に終わり、準決勝に自動進出できる各組2着までに入れず、記録で通過できる最後の枠である全体24位とは0秒01差で準決勝進出を逃した。去年の世界選手権に続き、今回も主要世界大会で次のラウンドへ進めずに終わった。
2008年8月、北京オリンピックでオリンピック初出場を果たした。男子100mの1次予選で10秒29（+0.7）の組3着に入り、着順で2次予選進出を決めた。主要世界大会で初めて次のラウンドに進出したが、準決勝進出をかけた2次予選では10秒32（0.0）の組6着で敗退した。今大会では男子100mだけではなく男子4×100mリレーにも出場し、主要世界大会の男子4×100mリレーに初出場を果たした。予選では1走を務めて39秒01の組4着に入り、着順ではなく記録で拾われての決勝進出となった。決勝ではアンカーを務めて38秒24の4位に入り、3位の日本と0秒09差で惜しくもメダルを逃した。しかしその後、このレースで金メダルを獲得していたジャマイカチームのネスタ・カーターのドーピング検体の再検査で禁止薬物の陽性反応を示したため、国際オリンピック委員会は2017年1月25日にジャマイカチームを失格処分にしたと発表した。ネスタ・カーターがスポーツ仲裁裁判所に提訴したが却下されたため、ブラジルの順位は3位に繰り上がり銅メダル獲得となった。
2009年2月13日、パリで行われた大会の男子60mで6秒52の南アメリカ記録を樹立した。
2009年8月、ベルリン世界選手権で2度目の世界選手権出場を果たすも、男子100mは1次予選で10秒55（-0.5）の組5着に終わり、前回大会に続いて2次予選に進出できなかった。男子4×100mリレーでは予選と決勝で4走を務めて7位入賞を果たした。

## 自己ベスト
記録欄の（　）内の数字は風速（m/s）で、+は追い風を意味する。
| 種目 | 記録          | 年月日        | 場所       | 備考           |
| 屋外 | 屋外          | 屋外          | 屋外       | 屋外           |
| ---- | ------------- | ------------- | ---------- | -------------- |
| 100m | 10秒15 (+1.9) | 2009年5月1日  | サンパウロ |                |
| 室内 |               |               |            |                |
| 50m  | 5秒79         | 2009年2月10日 | リエヴァン |                |
| 60m  | 6秒52         | 2009年2月13日 | パリ       | 南アメリカ記録 |

## 主要大会成績
| 年   | 大会                   | 場所             | 種目    | 結果          | 記録          | 備考           |
| ---- | ---------------------- | ---------------- | ------- | ------------- | ------------- | -------------- |
| 2005 | 南アメリカ選手権       | カリ             | 4x100mR | 優勝          | 39秒17 (4走)  |                |
| 2006 | 南アメリカ選手権       | トゥンハ         | 100m    | 3位           | 10秒51 (-2.0) |                |
| 2006 | 南アメリカ選手権       | トゥンハ         | 4x100mR | 優勝          | 39秒03 (4走)  |                |
| 2007 | 南アメリカ選手権       | サンパウロ       | 100m    | 4位           | 10秒67 (-0.7) |                |
| 2007 | パンアメリカン競技大会 | リオデジャネイロ | 4x100mR | 予選2組2着    | 38秒83 (4走)  | 決勝進出       |
| 2007 | 世界選手権             | 大阪             | 100m    | 1次予選1組5着 | 10秒46 (+1.0) |                |
| 2008 | 世界室内選手権         | バレンシア       | 60m     | 予選3組3着    | 6秒79         |                |
| 2008 | イベロアメリカ選手権   | イキケ           | 100m    | 優勝          | 10秒54 (-2.3) |                |
| 2008 | イベロアメリカ選手権   | イキケ           | 4x100mR | 優勝          | 38秒96 (4走)  |                |
| 2008 | オリンピック           | 北京             | 100m    | 2次予選2組6着 | 10秒32 (0.0)  |                |
| 2008 | オリンピック           | 北京             | 4x100mR | 4位           | 38秒24 (4走)  | 3位と0秒09差   |
| 2009 | 南アメリカ選手権       | リマ             | 100m    | 3位           | 10秒49 (+0.6) |                |
| 2009 | 南アメリカ選手権       | リマ             | 4x100mR | 失格 2位      | 39秒46 (4走)  | ドーピング失格 |
| 2009 | ポルトガル語圏競技大会 | リスボン         | 100m    | 2位           | 10秒33 (+1.7) |                |
| 2009 | ポルトガル語圏競技大会 | リスボン         | 4x100mR | 失格 優勝     | 39秒30 (2走)  | ドーピング失格 |
| 2009 | 世界選手権             | ベルリン         | 100m    | 1次予選9組5着 | 10秒55 (-0.5) |                |
| 2009 | 世界選手権             | ベルリン         | 4x100mR | 7位           | 38秒56 (4走)  |                |
| 2013 | 南アメリカ選手権       | カルタヘナ       | 100m    | 4位           | 10秒33 (+1.3) |                |
| 2013 | 南アメリカ選手権       | カルタヘナ       | 4x100mR | 優勝          | 39秒47 (1走)  |                |
| 2014 | 南アメリカ競技大会     | サンティアゴ     | 100m    | 予選失格      | DQ            | 不正スタート   |
| 2015 | 南アメリカ選手権       | リマ             | 100m    | 予選2組3着    | 10秒76 (-0.9) |                |
| 2015 | パンアメリカン競技大会 | トロント         | 100m    | 予選失格      | DQ            | 不正スタート   |
| 2015 | 世界選手権             | 北京             | 4x100mR | 予選途中棄権  | DNF (4走)     |                |
| 2015 | 世界軍人体育大会       | 聞慶             | 100m    | 予選3組4着    | 10秒77 (+1.8) |                |
| 2015 | 世界軍人体育大会       | 聞慶             | 4x100mR | 5位           | 39秒77 (4走)  |                |